# يوكو هوشي
يوكو هوشي (باليابانية: 星ようこ؛ بالكانا: ほし ようこ) هي ممثلة يابانية، ولدت في 31 أغسطس 1966 في سنداي في اليابان.

## وصلات خارجية
- الموقع الرسمي